# Max Bachem
Max Bachem (* 14. April 1855 in Koblenz; † 27. April 1917 in Heidelberg) war ein deutscher Konteradmiral der Kaiserlichen Marine.

## Leben
Max Bachem trat am 25. April 1872 als Seekadett in die Kaiserliche Marine ein und diente auf der Rover. Als Kapitänleutnant war er im August/September 1892 Kommandant des Minendampfers Pelikan. Im April 1894 war er auf der Mars. Zum 20. August 1894 wurde er zum Kommandanten des Kanonenbootes Hyäne ernannt. Als Korvettenkapitän und Assistent des Oberwerftdirektors der Werft in Kiel erhielt er 1896 den Orden vom Doppelten Drachen der ersten Stufe dritter Klasse mit dem Stern verliehen.
Von Juli 1899 bis September 1900 war er Kommandant der Ägir. In dieser Position wurde er zum Fregattenkapitän befördert. Später wurde er noch Kommandant des Schulschiffs Stein. Ab 1903 war er erst mit der Wahrnehmung der Geschäfte als Direktor der Marineschule Mürwik beauftragt. Am 2. April 1904 wurde er als Kapitän zur See von seiner zeitgleichen Kommandierung als Kommandeur der Schiffsjungen-Division entbunden und Direktor der Marineschule. Bis 1906 war er Direktor der Marineschule. Am 10. November 1906 wurde er mit dem Charakter als Konteradmiral zur Disposition gestellt.